# Габорак Мирослав Михайлович
Мирослáв Михáйлович Габорáк (нар. 25 липня (у документах — 10 січня) 1951, с. Текуча, Косівський район, Станиславська область, УРСР) — український мовознавець, громадський та профспілковий діяч, кандидат філологічних наук, доцент. Член Національної спілки краєзнавців України та Профспілки працівників освіти і науки України (1991). Почесний краєзнавець України. Заслужений працівник профспілок України. Депутат Івано-Франківської обласної ради (2006—2010).

## Життєпис
Мирослав Габорак народився 25 липня 1951 року в селі Текуча, нині Яблунівської громади Косівського району Івано-Франківської области України.
Навчався в Текучанській восьмирічній та Середньоберезівській середній школах. Закінчив філологічний факультет Івано-Франківського державного педагогічного інституту імені Василя Стефаника (1972, нині Прикарпатський національний університет імені Василя Стефаника), аспірантуру при Прикарпатському національному університеті імені Василя Стефаника (1998).
Працював учителем, заступником директора, директором у школах Дніпропетровської области, міст Яремчого та Івано-Франківська. Упродовж 1991—2020 років — голова Івано-Франківської обласної організації Профспілки працівників освіти й науки України. У 2000—2005 роках — голова секції освіти ЦК галузевої Профспілки. У 2016—2020 роках — член Ради ФПУ. Протягом 1999—2012 років — доцент Прикарпатського національного університету імені Василя Стефаника.
Член Української ономастичної комісії.

## Доробок
Автор кількох десятків наукових статей, у яких розкриваються різні аспекти прикарпатських антропонімів, ойконімів, гідронімів, оронімів та мікротопонімів.
Основні праці:
- «Гідронімія Івано-Франківщини. Словник-довідник» (2003);
- «Назви гір Івано-Франківщини. Словник-довідник» (2005);
- «Назви поселень Івано-Франківщини (Бойківщина, Гуцульщина та Опілля). Історико-етимологічний словник» (2007);
- «Назви гір і полонин Івано-Франківщини. Словник-довідник» (2008);
- «Гідронімія Івано-Франківщини. Етимологічний словник-довідник. Видання друге, доп., переробл., уточн.» (2010);
- «Топонімія Галицької Гуцульщини. Етимологічний словник-довідник» (2011);
- «Топонімія Покуття та деяких прилеглих територій. Етимологічний словник-довідник» (2013);
- «Назви населених пунктів Івано-Франківщини. Етимологічний словник-довідник» (2014);
- «Назви гір і полонини Івано-Франківщини. Етимологічний словник-довідник. Вид. третє, доп., переробл., уточн.» (2015);
- «Прізвища сучасної Гуцульщини (на матеріалі Косівського району») (2017);
- «Прізвища Галицької Гуцульщини. Етимологічний словник» (2019)[2];
- «Село на нашій Україні… (до 395-ліття першої письмової згадки про Текучу» (2021)[2];
- «Із людьми і для людей. З історії освітянської профспілки Івано-Франківщини» (2021)[2][3];
- «А роки — як гони-перегони» (2022)[2].

## Нагороди
- Івано-Франківська обласна педагогічна премія імені Мирослава Стельмаховича (2011)[4]
- Івано-Франківська обласна краєзнавча премія імені Володимира Полєка (2013)[5]
- Івано-Франківська обласна літературна премія імені Василя Стефаника (2017)[6]
- Косівська районна педагогічна премія імені Ігоря Пелипейка (2018)
- Премія імені академіка Петра Тронька Національної спілки краєзнаців України (2021)[7]
- Знак ФПУ «Профспілкова відзнака» (2002)
- Почесний знак ФПУ «За розвиток соціального партнерства» (2012)
- Знак ЦК Профспілки «Заслужений працівник Профспілки працівників освіти і науки України. Золота відзнака» (2007)
- Знаки Міністерства освіти і науки України «Відмінник освіти України» (1994) та «А. С. Макаренко» (2005)
- Медаль «За заслуги перед Прикарпаттям» (2012)